# Palazzo Europa
Il Palazzo Europa è un edificio di Bruxelles, sede principale del Consiglio europeo e del Consiglio dell'Unione europea. 
Dal gennaio 2017 ospita i vertici dell'Unione, vertici multilaterali e riunioni ministeriali.
Anche le delegazioni nazionali e il presidente del Consiglio europeo hanno i propri uffici nel Palazzo Europa.
Il palazzo è collocato nel quartiere europeo di Bruxelles, in Rue de la Loi, 155. Si trova accanto al palazzo Justus Lipsius che ospita gli uffici del Segretariato generale del Consiglio dell'Unione europea e di fronte al palazzo Berlaymont che ospita la Commissione europea.

## Storia

### Résidence Palace
Il  Résidence Palace, splendido esempio di Art Déco, è stato costruito tra il 1922 e il 1927 dall'architetto Michel Polak. Il progetto comprendeva appartamenti e servizi correlati.
Dopo la seconda guerra mondiale l'edificio è stato destinato a uffici per vari servizi governativi belgi. Nel 2004 le facciate originarie del Résidence Palace, gli ingressi e il corridoio centrale al pianterreno del blocco A sono stati sottoposti a vincolo monumentale.

### Sede dei vertici

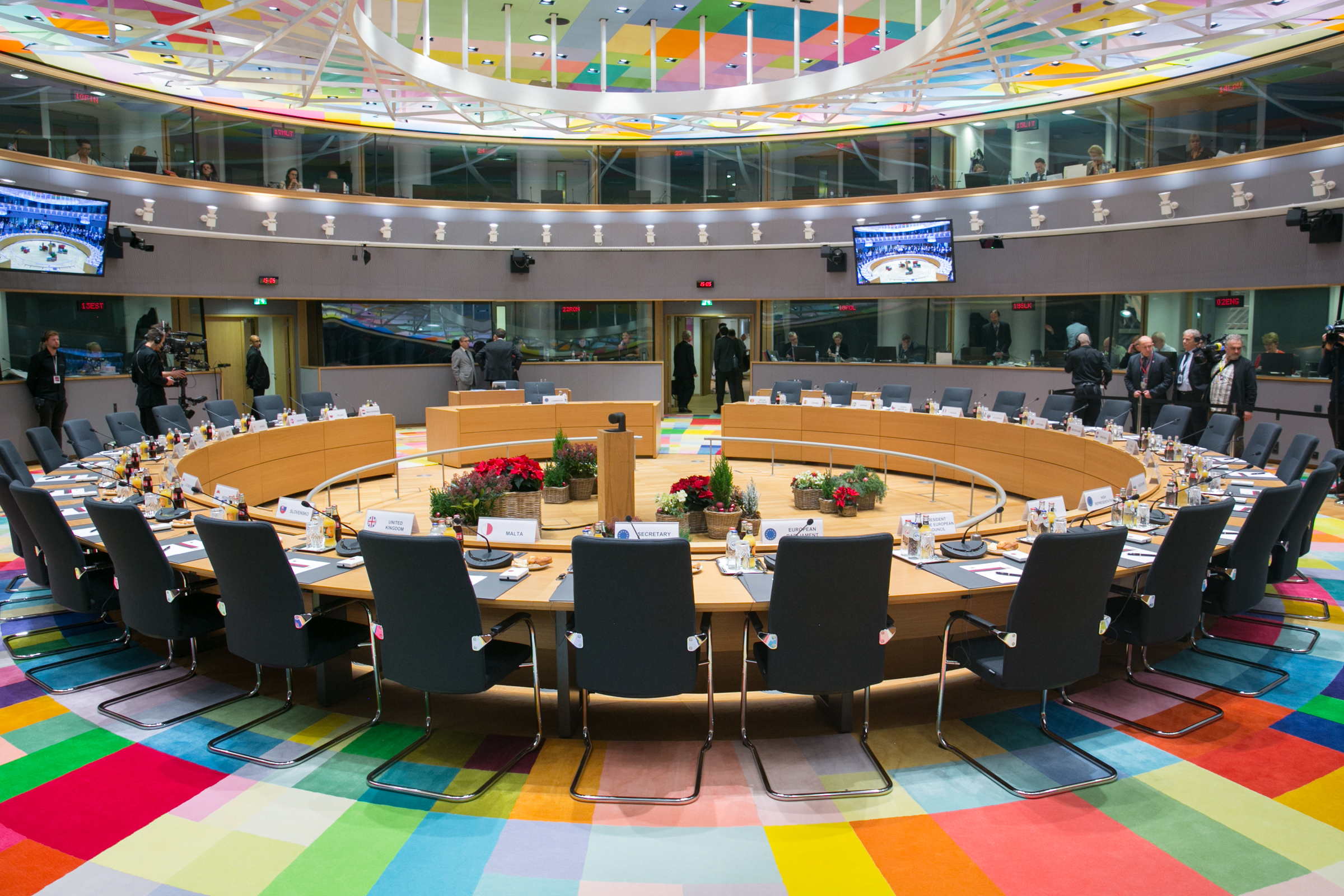
Una delle sale del palazzo Europa usate comunemente per le riunioni del Consiglio europeo

La costruzione del palazzo Europa è stata decisa dai leader dell'UE nel maggio del 2004 per tenere conto dell'allargamento dell'Unione europea e per ospitare tutti i vertici a Bruxelles piuttosto che negli Stati membri. In quell'occasione il Consiglio europeo ha accettato l'offerta del governo belga di destinare una parte da ristrutturare del complesso del Résidence Palace a tale scopo.
L'edificio esistente, palazzo Justus Lipsius, progettato alla fine degli anni 1980, originariamente non era stato concepito per ospitare i vertici, che all'epoca erano organizzati fuori Bruxelles. Negli ultimi anni, i vertici sono divenuti le riunioni più importanti per il funzionamento dell'UE e il loro numero è cresciuto costantemente, passando da un minimo di 4 (come previsto dal trattato) a 8 o 9 all'anno, con un numero record di 12 vertici nel 2015.
Nell'agosto 2004 è stato pubblicato il bando per la progettazione della nuova sede del Consiglio; nel settembre 2005 è stato aggiudicato l'appalto per la progettazione e la costruzione alla joint venture Samyn and Partners (Belgio) - Studio Valle Progettazioni (Italia) - Buro Happold (Regno Unito). Nel corso del 2007 è stato approvato il progetto preliminare e sono iniziati i primi lavori di demolizione delle parti dell'edificio risalenti agli anni '60 e di bonifica dall'amianto.
Nel dicembre del 2008 sono iniziati i lavori sulla struttura, di consolidamento delle fondazioni e di rafforzamento dell'edificio storico.
I lavori di costruzione del nuovo edificio sono iniziati nel settembre del 2011, prima nelle parti in cemento armato, poi nella struttura metallica della "lanterna" e delle pareti delle due nuove facciate esterne; queste opere sono state concluse tra dicembre 2013 e giugno 2014.
A giugno 2016 l'edificio è stato consegnato al Segretariato generale del Consiglio che ha proceduto al suo allestimento definitivo, che è stato completato nei sei mesi successivi. Il 10 dicembre 2016 il palazzo Europa è stato aperto al pubblico per la prima volta.
Il primo vertice tenutosi nel nuovo edificio è stato la riunione del Consiglio Affari esteri del 16 gennaio 2017.

## Caratteristiche
Il palazzo Europa, inserendosi nel contesto dell'European Quarter  di Bruxelles, risponde alle esigenze specifiche del Consiglio e del Consiglio europeo, fornendo il necessario livello di sicurezza, e fa proprio il concetto di sviluppo sostenibile, sia nei materiali che nelle tecnologie utilizzati.
Il palazzo si colloca nell'area, già nota come Leopold Quarter alla fine dell'Ottocento, che corrisponde approssimativamente al triangolo tra Brussels Park, Leopold Park, Schuman station e Rue de la Loi. Gli edifici più noti, tutti in uso ad organi dell'Unione europea, sono i palazzi intitolati a Charlemagne, Berlaymont, Justus Lipsius, Paul-Henri Spaak, Altiero Spinelli, Jacques Delors e Bertha von Suttner.
I primi lavori, rispetto alla precedente vocazione residenziale, ebbero luogo con la Fiera mondiale del 1958: la critica, già allora rivolta, fu che edifici storici e residenziali furono in buona parte rimpiazzati da uffici moderni senza un piano regolatore, ma per decisioni rimesse quasi esclusivamente all'iniziativa privata; l'architetto Benoit Moritz ha paragonato il contrasto tra il quartiere ed i sobborghi più vicini a quello esistente in una città indiana. 
Comunque, nel caso di palazzo Europa si cerca di dare corso al nuovo disegno di riqualificazione dell'intera area, che salvaguardi i pochi manufatti d'epoca ancora esistenti e, nel contempo, dia una certa "identità visiva" al quartiere, che sinora manca.

### Progetto
Il progetto recupera e amplia la parte storica del blocco A del vecchio Résidence Palace. Due nuove pareti a vetri trasformano l'edificio originario a forma di L in un cubo. All'interno del cubo è stato creato uno spazio a forma di lanterna, con pavimenti ellittici di dimensioni diverse. Quando illuminata, la lanterna sarà la parte più visibile dell'edificio dall'esterno; questa struttura architettonica compare anche nel nuovo logo del Consiglio adottato a partire dal 2014.
I pavimenti, i soffitti, le porte e i vani ascensori saranno abbelliti da opere dell'artista belga Georges Meurant, sotto forma di combinazioni di quadrati colorati.
Ogni parte dell'edificio avrà una funzione diversa:
- la parte storica del Résidence Palace ospiterà gli uffici di tutte le delegazioni nazionali e l'ufficio del presidente del Consiglio europeo;
- il nuovo spazio a forma di lanterna accoglierà le sale conferenze e una sala stampa.

Il palazzo Europa è stato progettato dalla joint venture Samyn and Partners (Belgio) - Studio Valle Progettazioni (Italia) - Buro Happold (Regno Unito). Le autorità belghe, attraverso l'agenzia del demanio belga, hanno assunto il ruolo di contraente principale dei lavori di costruzione.
L'investimento globale approvato dagli Stati membri nel 2004 per la costruzione del palazzo è stato di 321 milioni di euro (a prezzi del giugno 2016).
Il nuovo edificio avrà una superficie di 70.646 m2 (circa 1/3 del palazzo Justus Lipsius) e conterrà tre sale conferenze con almeno 32 cabine d'interpretazione ciascuna, altre dieci sale riunioni, strutture addizionali destinate al servizio stampa e circa 250 uffici, compreso quello del presidente del Consiglio europeo.

#### Facciata
La facciata è costituita da un mosaico di telai di finestre di legno recuperati da siti di ristrutturazioni o demolizioni in tutti gli Stati membri che hanno un duplice significato: promuovere lo sviluppo sostenibile e il riciclaggio dei materiali e testimoniare la maestria degli artigiani e la diversità culturale dell'Europa.
La facciata rammenta inoltre il motto dell'Unione europea: "uniti nella diversità" poiché le finestre sono tutte diverse ma tutte costruite con legno di quercia o di specie simili.

#### Sostenibilità
Il palazzo Europa è stato costruito secondo il concetto di sviluppo sostenibile e sarà monitorato in continuo da verificatori allo scopo di ottenere la certificazione di elevata qualità ambientale Valideo. Nel giugno 2009 il progetto si è aggiudicato l'edizione speciale del Green Good Design Award, attribuito dal Chicago Athenaeum (museo di architettura e design).
Le due pareti esterne sono costituite da un mosaico di telai di finestre di legno recuperati da siti di ristrutturazioni o demolizioni in tutti gli Stati membri.
Inoltre, la conservazione e la ristrutturazione del maggior numero possibile di parti dell'edificio storico sono un punto a favore dell'architettura durevole e sostenibile.
Questo approccio alla progettazione sostenibile va di pari passo con l'utilizzo della tecnologia per assicurare un uso dell'energia efficiente e rispettoso dell'ambiente:
- una superficie di pannelli solari ricoprirà interamente la parte superiore dell'edificio;
- un sistema per la raccolta e lo stoccaggio dell'acqua piovana alimenterà i servizi igienici;
- illuminazione, umidità e temperatura saranno regolate all'interno dell'edificio da impianti tecnici altamente efficienti e a risparmio energetico;
- la morfologia della struttura della facciata è stata ottimizzata consentendo di ridurre del 30% la quantità di acciaio rispetto a una soluzione tradizionale.